# 다시마 고조
다시마 고조(일본어: 田嶋 幸三, 1957년 11월 21일 ~ )는 일본의 전직 축구 선수이자 현 축구 행정가로 선수 시절 포지션은 미드필더였으며 현재 일본 축구 협회 회장으로 활동하고 있다.

## 선수 시절

### 클럽
1957년 11월 21일 일본 구마모토현 아마쿠사군 출생으로 사이타마 우라와 미나미 고등학교, 쓰쿠바 대학을 졸업한 뒤 1980년 후루카와 전공에 입단하여 1982년까지 활동하며 1980년과 1982년 일본 사커 리그 3위, 1982년 JSL컵 우승 등의 성적을 남겼으며 리그 통산 39경기 6골의 기록을 남긴 채 은퇴를 선언했다.

### 국가대표팀
쓰쿠바 대학에 재학 중이던 1979년 6월 27일 말레이시아와의 친선 경기에서 국제 A매치 데뷔전을 치렀고 이후 1980년 A매치 3경기에 출전하여 홍콩과의 친선 경기에서 선제골이자 자신의 A매치 데뷔골을 기록하며 팀의 3-1 승리에 일조했지만 그 뒤로는 더 이상 국가대표팀에 발탁되지 못하고 7경기만에 국가대표팀 유니폼을 반납했다.

## 은퇴 이후
1983년부터 1986년까지 독일 쾰른 스포츠대학에서 유학 생활을 하며 B라이선스 지도자 자격증을 취득했고 이후 일본으로 돌아와 2001년 일본 U-17 축구 국가대표팀의 감독을 맡아 2001년 FIFA U-17 월드컵에 출전하여 미국과의 B조 조별리그 첫 경기에서 1-0 승리를 만들었다.
그리고 2010년부터 2016년 3월까지 일본 축구 협회의 부회장으로 지냈고 2016년 3월에는 일본 축구 협회의 회장으로 선출된 뒤 같은 해 4월에는 동아시아 축구 연맹의 부회장직에도 선임되었으며 2015년 4월부터 현재까지 FIFA 협의회의 일원으로도 활동 중이다. 이후 미야모토 츠네야스에게 일본축구협회 회장자리를 넘기며 2010~2016 일본축구협회 부회장으로 2016~2024 까지 회장으로 무려 14년을 일본축구협회에 마무리했다.

## 통계
| 일본 | 일본 | 일본 |
| 연도 | 출전 | 득점 |
| ---- | ---- | ---- |
| 1979 | 4    | 0    |
| 1980 | 3    | 1    |
| 통산 | 7    | 1    |